# Aucapata (gemeente)
Aucapata is een gemeente (Municipio) in de Boliviaanse provincie Muñecas in het departement La Paz. De gemeente telt naar schatting 5.737 inwoners (2018). De hoofdplaats is Aucapata.